# Reinaldo Arenas
Reinaldo Arenas (Aguas Claras, 16 luglio 1943 – New York, 7 dicembre 1990) è stato uno scrittore, poeta, drammaturgo e saggista cubano. Passò la maggior parte della sua vita combattendo il regime di Fidel Castro attraverso la sua arte. Sotto il profilo letterario, non politico, subì l'influenza di José Lezama Lima.

## Biografia
Inizialmente favorevole alla rivoluzione comunista a Cuba, giovanissimo si arruolò nelle truppe rivoluzionarie, ma si allontanò da Castro negli anni sessanta, ravvisando aspetti di violenza del regime e ne pagò il prezzo venendo censurato e molestato. I suoi cinque romanzi comprendono i poetici Otra vez el mar e El palacio de las blanquísimas mofetas, che a sua volta comprende Pentagonia su una "storia segreta" del periodo post-revoluzionario di Cuba.
Nel 1973 venne incarcerato a causa dell’omosessualità, apertamente dichiarata; successivamente, venne obbligato a rinunciare al suo lavoro.
Fu detenuto al Morro, fu lungamente torturato, tentò il suicidio ma non vi riuscì; grazie a qualche falso turista riuscì a far uscire alcune sue opere, dall'estero organizzarono la sua fuga ma fallì, scontò la pena e poi andò ai lavori forzati.
Durante gli anni settanta provò diverse volte a fuggire da Cuba, ma senza riuscirci. Nel 1980, quando Castro permise un esodo di massa di omosessuali e altre persone non gradite al regime, si organizzò per uscire dal paese. Dato però che il suo lavoro presentava chiaramente i problemi sociali e politici di Cuba, era stato inserito nella lista di coloro a cui sarebbe stato proibito di partire. Tuttavia, tramite un trucco, cambiò il suo nome in Arinas sul suo passaporto e riuscì così ad andarsene da Cuba.
Si stabilì a New York, dove nel 1987 gli venne diagnosticato l'AIDS.
Durante quest'ultimo periodo scrisse la sua autobiografia, Prima che sia notte, che venne inserita nella lista dei dieci migliori libri dell'anno 1993 dal New York Times, e da cui nel 2000 venne tratto il film Prima che sia notte.
Arenas si suicidò nel 1990 con una overdose di eroina e alcol, lasciò un biglietto con scritto «Vi lascio in eredità tutte le mie paure, ma anche la speranza che presto Cuba sia libera».

## Le avventure dei suoi libri

### Celestino prima dell'alba
Celestino prima dell’alba è il primo romanzo del ciclo della Pentagonía di Reinaldo Arenas a esser stato pubblicato in Italia dalla casa editrice Mar dei Sargassi, nella traduzione di Alessio Arena. Questo romanzo fu l’unico che l’autore riuscì a pubblicare a Cuba, precisamente nel 1965. Il libro ottenne all’epoca diversi riconoscimenti, tra cui un premio letterario prestigiosissimo, assegnatogli da una giuria presieduta da un altro esponente di rilievo della letteratura cubana, Alejo Carpentier, prima di subire la censura da parte del governo castrista post-rivoluzionario. Celestino prima dell’alba ci racconta la storia di Celestino, narrata dal punto di vista di un autore-testimone, e della dittatura – seppur velatamente – dallo sguardo innocente di un bambino, con un unico bisogno: quello di scrivere.

### Otra vez el mar
È stato scritto quattro volte, la prima volta il dattiloscritto fu distrutto dalla persona a cui lo aveva affidato, la seconda volta lo nascose fra le tegole del tetto e la polizia lo trovò e lo distrusse, lo riscrisse, ma chi lo portò all'estero lo manomise, il risultato fu un testo irriconoscibile, lo riscrisse una quarta volta partendo da quello che era riuscito a raccogliere.

### Prima che sia notte
Cominciò a scriverlo braccato dalla polizia, per crimini di pensiero e per la sua omosessualità, fu costretto a vivere per lungo tempo sugli alberi, in fuga; per questo motivo doveva interrompere la scrittura al calare del sole. Famosa è la pagina dedicata alla luna, compagna di quelle notti.

## Opere
- Celestino prima dell'alba (Edizione it: Mar dei Sargassi Edizioni, 2022 - Ed. originale,  Celestino antes del alba- 1967)
- Il mondo allucinante (Edizione it: Rizzoli, 1971 - Ed. originale, El mundo alucinante - 1969)
- Con los ojos cerrados (1972)
- Il palazzo delle bianchissime moffette (Edizione it: Mar dei Sargassi Edizioni, 2024 - Ed. originale, El palacio de las blanquísimas mofetas - 1980)
- La vieja Rosa (1980)
- El central (1981)
- Termina el desfile (1981)
- Otra vez el mar (1982)
- Arturo, la stella più brillante (Edizione it: Cargo, 2007 - Ed. originale, Arturo, la estrella más brillante)[1] (1984)
- Cinco obras de teatro bajo el título Persecución (1986)
- Necesidad de libertad (1986)
- La Loma del Angel (1987)
- El portero (1989)
- Lo sposo del mare (Edizione it: Croce, 2010 - Voluntad de vivir manifestándose - 1989)
- Prima che sia notte (Antes que anochezca)[1] (1990), da cui è stato tratto il film Prima che sia notte di Julian Schnabel (2000)
- Viaje a La Habana (1990)